# Автомобільний кар'єрний транспорт

Автомобільний кар'єрний транспорт — у широкому розумінні — комплекс, що об'єднує автомобільні транспортні засоби (автосамоскиди, автопоїзди) і допоміжне обладнання, кар'єрні автошляхи, технічні засоби управління виконанням робіт, а також засоби технічного обслуговування і ремонту автомобілів та обладнання, призначений для технологічного процесу переміщення гірничої маси з кар'єру у відвал, на перевантажувальний пункт або до приймального пристрою збагачувальної фабрики. Області ефективного застосування автомобільного кар'єрного транспорту: будівництво кар'єрів, розробка родовищ з неправильними контурами або родовищ, що залягають в гористій місцевості; розробка горизонтальних або слабконахилених пластів при швидкому просуванні фронту робіт; виїмка корисної копалини за її ґатунком (сортом) або виїмка окремих прошарків і блоків; розробка родовищ, що залягають на великій глибині (з використанням автотранспорту в поєднанні з іншими транспортними засобами на короткому плечі відкатки). У більшості випадків кар'єри, в яких застосовується автомобільний кар'єрний транспорт, мають обмежені розміри (довжину в плані звичайно не більше за 2-3 км, глиб. 150—200 м). Оптимізація автомобільного кар'єрного транспорту пов'язана з найповнішим використанням вантажних засобів у вибоях. Тому схема під'їздів під вантаження вибирається з урахуванням найменшого часу на маневри, подачу і зміну автосамоскидів. На тривалість завантаження впливають продуктивність екскаватора (навантажувача) і об'єм кузова автосамоскида, який повинен бути кратним місткості ковша екскаватора (від 3:1 до 8:1). Режим руху рухомого складу визначається насамперед типом кар'єру. Для кар'єрів глибинного типу характерне транспортування вантажу на підйом, для кар'єрів нагірного типу — під схил. При використанні автомобільного кар'єрного транспорту в комбінації з іншими транспортними засобами можлива їх робота в обох режимах при рухові до перевантажувального пункту: з однієї частини уступів — під схил, з іншої — на підйом. Організацію руху автотранспорту в кар'єрі здійснюють за закритим або відкритим циклом. У першому випадку група автосамоскидів закріплюється за певним екскаватором. Така організація нескладна, але нерідко приводить до простоїв. При організації руху за відкритим циклом автосамоскиди розподіляються між екскаваторами так, щоб максимально скоротити їх простої в очікуванні транспорту і простої автосамоскидів на вантаження.
Робота автотранспорту за замкненим циклом забезпечується системою управління, яка надає диспетчеру інформацію про хід вантажно-розвантажувальних робіт. На початку зміни автосамоскиди закріпляються за екскаваторами відповідно до заздалегідь розрахованої програми роботи кар'єру за зміну, а в ході роботи при різких змінах виробничої ситуації здійснюється коригування, критерієм якого є підтримка заданої якості руди, що надходить на збагачувальну фабрику. Основні переваги автомобільного кар'єрного транспорту: висока маневреність рухомого складу, скорочення довжини транспортних комунікацій завдяки застосуванню відносно крутих схилів автошляхів, спрощення процесу відвалоутворення через меншу трудомісткість і можливість зменшення площі відвалів, висока оперативність управління. До недоліків автомобільного кар'єрного транспорту слід віднести: обмеження до 3-4 км відстані транспортування вантажів, залежність експлуатації доріг і рухомого складу від кліматичних умов, висока загазованість довкілля при роботі автотранспорта.

## Джерело
- Мала гірнича енциклопедія : у 3 т. / за ред. В. С. Білецького. — Д. : Донбас, 2004. — Т. 1 : А — К. — 640 с. — ISBN 966-7804-14-3.